# Pořad
Pořad je ucelená část rozhlasového (rozhlasový pořad) nebo televizního vysílání (televizní pořad), která tvoří samostatnou položku rozhlasového, respektive televizního programu. Má svůj vlastní název a obvykle má povahu samostatného díla. Mezi pořady nepatří například reklamy, teleshopping, upoutávky nebo předěly mezi pořady.